# John Machin
John Machin   (Anglaterra, 1680 - Londres, 9 de juny de 1751) va ser un matemàtic i astrònom anglès del segle xviii.

## Vida
Se sap poca cosa, de la vida de John Machin. Va ser professor particular de Brook Taylor el 1701, amb qui va mantenir correspondència. A més era amic d'Abraham de Moivre i de John Keill.
El 1710 va ser escollit fellow de la Royal Society de la que va ser secretari entre 1718 i 1747. El 1713 va ser nomenat professor d'astronomia del Gresham College, càrrec que va ocupar fins a la seva mort el 1751.

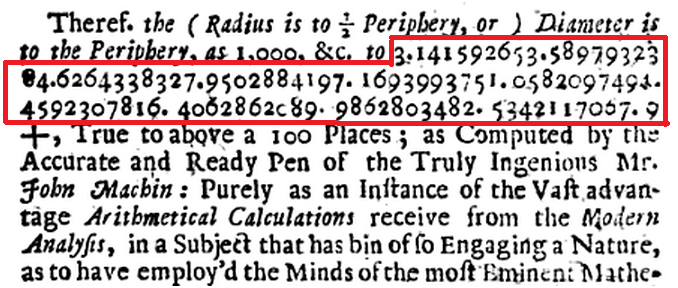
El nombre π calculat amb 100 decimals exactes per John Machin, en el llibre de William Jones, Synopsis Palmariorum Matheseos (1706)

## Obra
John Machin és recordat sobretot pel seu enginyós procediment per trobar els 100 primers decimals del nombre π. De fet, no va ser ell qui va publicar el resultat sinó el matemàtic William Jones qui, en el seu llibre Synopsis Palmariorum Matheseos (1706; pàgines 242-244) va explicar l'enginyòs procediment seguit per Machin:
Si {\displaystyle \tan \theta ={\frac {1}{5}}}, aleshores,
{\displaystyle \tan 2\theta ={\frac {2\tan \theta }{1-\tan ^{2}\theta }}={\frac {5}{12}}},
de la mateixa forma: {\displaystyle \tan 4\theta ={\frac {120}{119}}}.
Aleshores: {\displaystyle \tan 4\theta -{\frac {\pi }{4}}={\frac {\tan 4\theta -1}{1+\tan 4\theta }}={\frac {1}{239}}}
Per tant:
{\displaystyle \arctan {\frac {1}{239}}=4\theta -{\frac {\pi }{4}}=4\arctan {\frac {1}{5}}-{\frac {\pi }{4}}}
D'on es pot obtenir una fórmula del nombre π en funció de dos arc-tangents:
{\displaystyle \pi =16\arctan {\frac {1}{5}}-4\arctan {\frac {1}{239}}}
Machin va computar els dos arc-tangents amb els desenvolupaments en sèrie de Gregory:
{\displaystyle \arctan {\frac {1}{x}}={\frac {1}{x}}-{\frac {1}{3x^{3}}}+{\frac {1}{5x^{5}}}-...}
i "només" li van caldre els primers setanta termes del primer arc-tangent i els primers vint del segon, per obtenir els primers cent decimals exactes del nombre π. El cert és que aquestes sèries convergeixen més ràpidament que qualsevol altra sèrie emprada anteriorment.

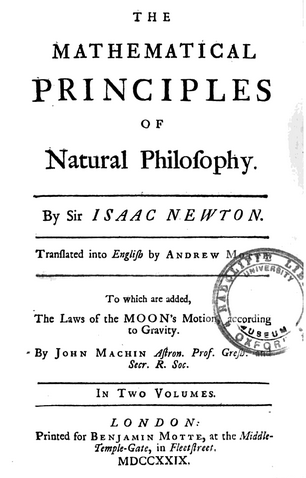
Portada dels Principia de Newton traduïts al anglès amb una addenda de John Machin sobre els moviments de la Lluna (1729)

També va intentar rectificar la teoria del moviment de la Lluna de Newton en una addenda de la traducció al anglès dels Philosophiae Naturalis Principia Mathematica que va publicar el 1729, però no va ser un intent reeixit, ja que involucra un problema dels tres cossos que no va ser resolt fins al segle XIX. A més, va publicar diversos articles matemàtics als Philosophical Transactions.